# Office of Works
La Office of Works [en español, 'Oficina de Obras'] fue un departamento de control establecido en la casa Real Inglesa en 1378 para supervisar la construcción de los castillos y residencias reales.  En 1832 se convirtió en el Works Department [Departamento de Obras] dependiente de la Office of Woods, Forests, Land Revenues, Works and Buildings [Oficina de maderas, bosques, ingresos de las tierras, obras y edificios]. Fue reconstituida como un departamento del gobierno en 1851 y pasó a formar parte del Ministry of Works [Ministerio de Obras] en 1940.
La organización de la oficina varió mucho con los años, pero al final estaba encabezada por un Surveyor (inspector o supervisor, aunque también se traduce como agrimensor, topógrafo o aparejador) y era administrada por un Comptroller [Interventor o controlador o supervisor].  En 1782 estas oficinas se fusionaron en Surveyor-General and Comptroller [Inspector general y vontrolador].  Desde 1761 no fueron nombrados arquitectos. La oficina también tuvo cargos de Secretary, Master Mason y Master Carpenter [secretario, maestro masón y maestro carpintero].
Después de la muerte de James Wyatt en 1813 fue nombrado un Surveyor-General  no profesional, el coronel B.C. Stephenson que estaba asistido por tres Attached Architects (arquitectos adjuntos): sir John Soane, John Nash y sir Robert Smirke. Este acuerdo terminó en 1832 con la formación del Works Department [Dirección de Obras] y H.H. Seward fue nombrado 'Surveyor of Works and Buildings (inspector de Obras y Edificios).

## Personas que han dirigido laOffice of Works
Los encargados de la Oficina de Obras tuvieron diferentes cargos y designaciones a lo largo del tiempo, cuyos principales desempeñantes se recogen a continuación. Al frente de la oficina estuvieron tanto técnicos en obras e infraestructuras como administradores, aristócratas o políticos, expertos en la gestión de proyectos. La Oficina se organiza más adelante separando las obras de edificación real, de las carreteras privadas reales, los parques y jardines reales y los suministros de agua.
La traducción de los nombramientos de los puestos de la Oficina no es clara, admitiendo diferentes denominaciones administrativas actuales, por lo que se mantienen en el inglés original. También las designaciones varían como «... King's Works» o «... Queen's Works», dependiendo de que el monarca fuese en el momento un hombre o una mujer.

### Surveyor of the King's Works
- 1578-1590 Thomas Blagrave
- 1594-1595 Robert Adam
- 1597-1604 William Spicer
- 1604-1606 Sir David Cunningham
- 1606-1615 Simon Basil
- 1615-1643 Inigo Jones
- 1643-1653 Edward Carter
- 1653-1660 John Embree
- 1660-1669 Sir John Denham
- 1669-1718 Sir Christopher Wren
- 1718-1719 William Benson
- 1719-1726 Sir Thomas Hewett
- 1726-1737 Richard Arundell
- 1737-1743 Henry Fox
- 1743-1760 Henry Finch
- 1760-1768 Thomas Worsley
- 1779-1782 James Whitehead Keene

### Comptroller of the King's Works
- 1423-1452 Robert Shiryngton[1]
- 1456-1461 Peter Idley[2]
- 1597-1606 Simon Basil
- 1606-1641 Thomas Baldwin
- 1641-1668 James Wethered
- 1668-1684 Hugh May
- 1689-1702 William Talman
- 1702-1726 Sir John Vanbrugh
- 1726-1758 Thomas Ripley
- 1758-1769 Henry Flitcroft
- 1769-1782 Sir William Chambers

### Surveyor-General and Comptroller
- 1782-1796 Sir William Chambers
- 1796-1813 James Wyatt

### Architect of the Works
- 1761-1769 Sir William Chambers
- 1761-1769 Robert Adam
- 1769-1777 Sir Robert Taylor
- 1769-1782 James Adam
- 1777-1780 Thomas Sandby
- 1780-1782 James Paine

### Deputy Surveyor
- 1718-1719 Colen Campbell (cesado)
- 1719-1735 Westby Gill (ascendido)
- 1735-1748 William Kent (fallecido en el cargo)
- 1748-1758 Henry Flitcroft (ascendido)
- 1758-1780 Stephen Wright (fallecido en el cargo)
- 1780-1782 Sir Robert Taylor

### Surveyor of the King's Private Roads
- 1660-1690 Andrew Lawrence
- 1690-1715 Michael Studholme
- 1716-1731 William Watkins
- 1731-1737 Richard Arundell
- 1737-1756 Thomas Ripley
- 1756-1757 John Offley
- 1757-1760 Sir Henry Erskine, 5th Baronet
- 1760–1771 Hon. Edward Finch
- 1771–1772 Thomas Whateley
- 1772–1782 Hon. Henry Fane

### Surveyor of Royal Gardens
- 1660-1670 Adrian May
- 1670-1684 Hugh May

### Superintendent of all the King's Gardens
- 1689-1700 William Bentinck, 1st Earl of Portland
- 1700-1702 Richard Jones, 1st Earl of Ranelagh

### Surveyor of Gardens and Waters
- 1715-1726 Sir John Vanbrugh
- 1726-1737 Charles Dartiquenave
- 1738-1760 Hon. Thomas Hervey
- 1761-1763 George Onslow
- 1763-1763 Lord Charles Spencer
- 1763-1764 John Marshe Dickinson
- 1764-1769 Hon. Charles Sloane Cadogan
- 1770-1782 William Varey

### Paymaster of the Works
- 1660–1668 Hugh May
- 1668–1686 Philip Packer
- 1686–1706 Thomas Lloyd
- 1706–1726 Charles Dartiquenave
- 1726–1738 Hugh Howard
- 1738–1741 John Harris
- 1741–1742 Sir Robert Brown, 1st Baronet
- 1742–1743 Sir Charles Gilmour, 2nd Baronet
- 1743–1755 Denzil Onslow
- 1755–1782 George Augustus Selwyn

### Secretary to the Board of Works
- 1715-1718 Nicholas Hawksmoor
- 1718-1719 Benjamin Benson
- 1719-1726 John Hallam
- 1726-1736 Nicholas Hawksmoor
- 1736-1766 Isaac Ware
- 1766-1775 William Robinson
- 1775-1782 Kenton Couse